# Lamborghini Diablo
El Lamborghini Diablo es un automóvil superdeportivo de 2 puertas biplaza, que fue construido por el fabricante de automóviles italiano Lamborghini entre 1990 y 2001. Se trata del segundo modelo desarrollado por la casa boloñesa de una saga de superdeportivos que tuvieron su origen en el Lamborghini Countach de 1974 y del cual hereda sus principales características físicas, como la disposición central-trasera de su motor o la apertura de sus "puertas de tijera".

## Historia

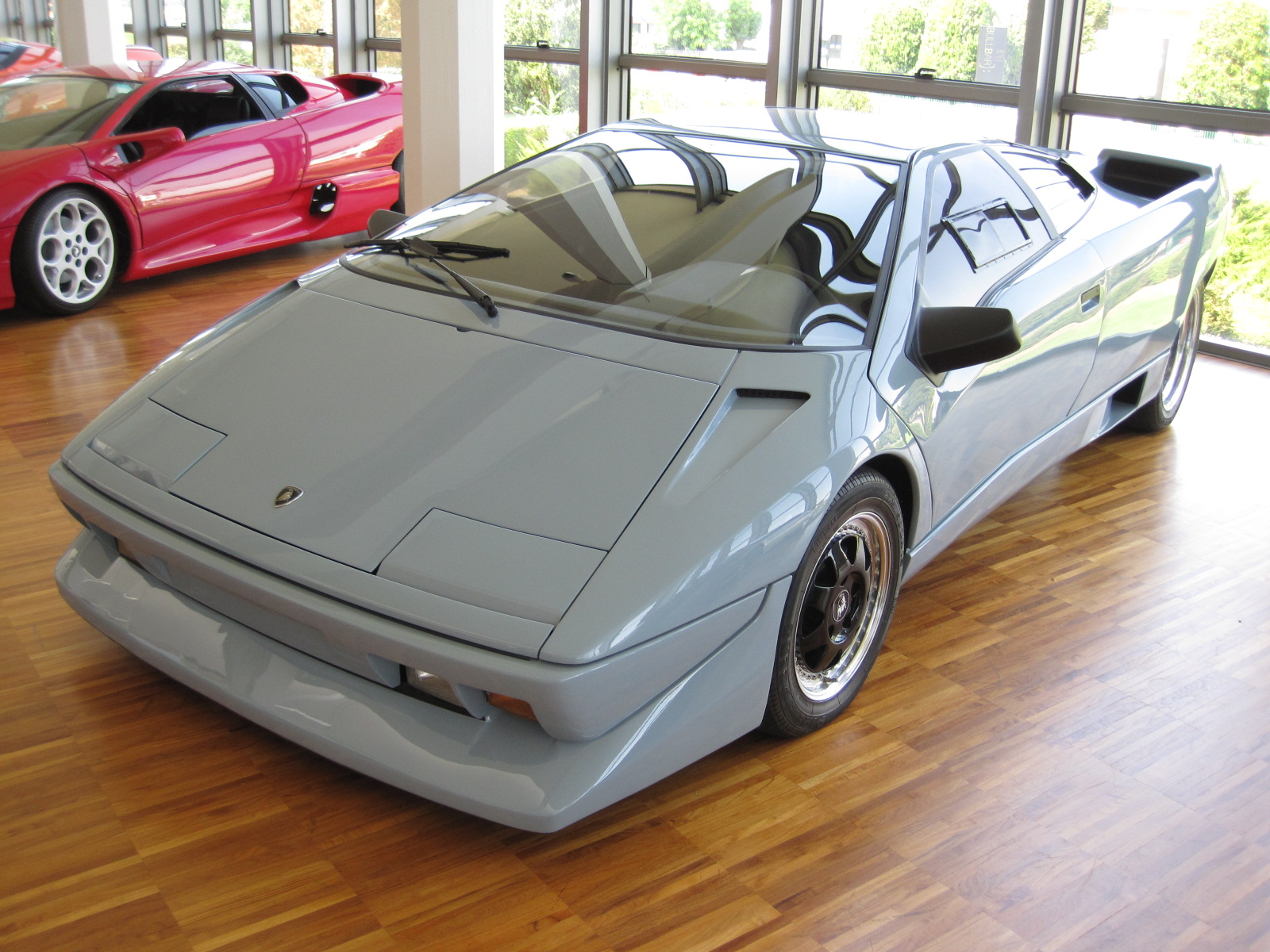
Proyecto P132 de 1985 en el Museo Lamborghini.

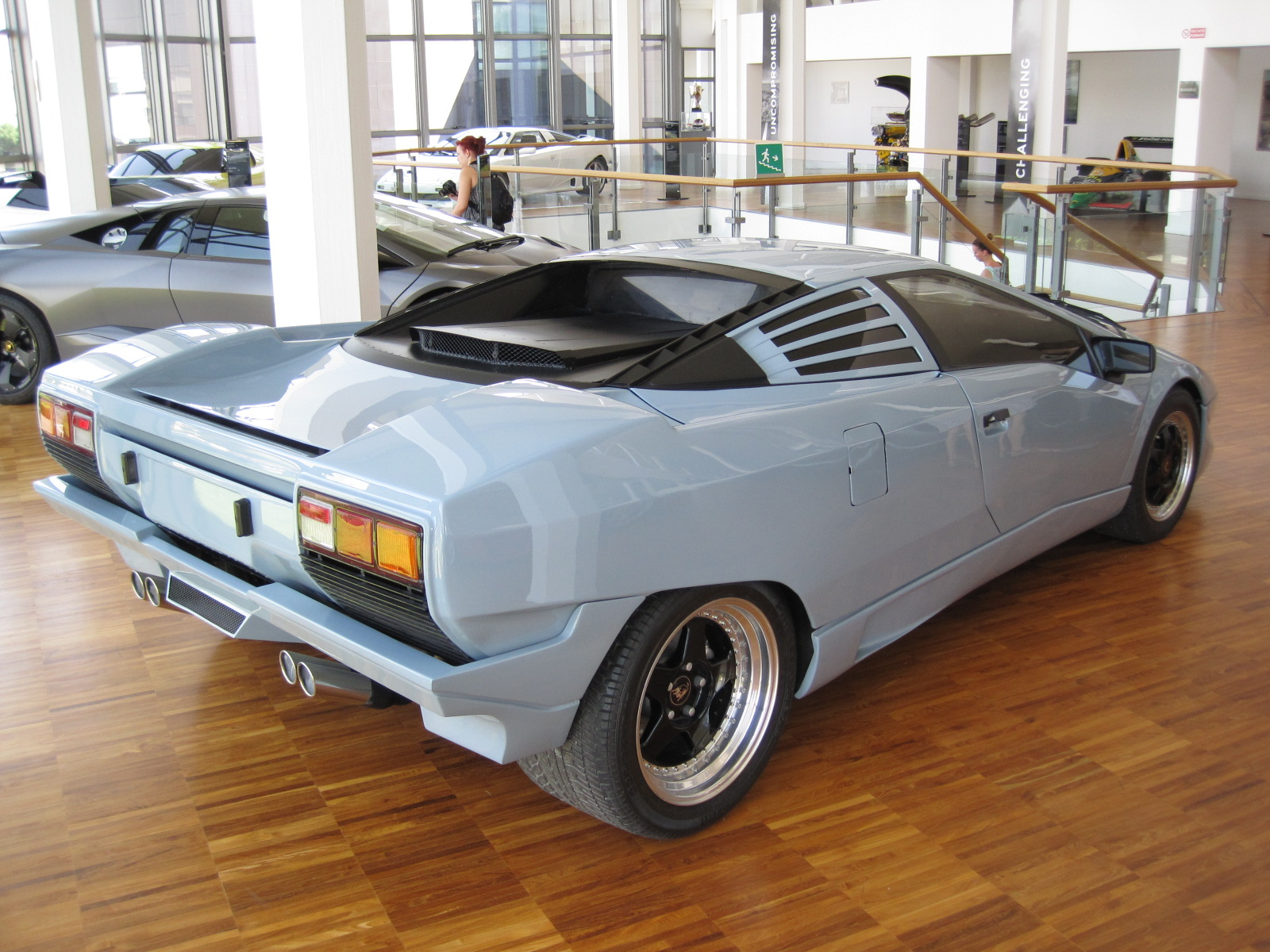
Vista trasera.

El nombre "Diablo" está inspirado en el feroz toro criado por el Duque de Veragua en el siglo XIX, que el 11 de julio de 1869 en Madrid, se enfrentó en una batalla épica con el torero José de Lara.
El proyecto estilístico original nació a partir de un diseño a lápiz de Marcello Gandini, en una versión modificada sobre la base de sus propias directivas. Después de la crisis energética en el sector de la automoción de mediados de los años 80, Automobili Lamborghini S.p.A fue adquirida por el grupo Chrysler, cuya dirección decidió encomendar la parte final del desarrollo al Chrysler Styling Center en Detroit. A principios de 2002, el Diablo fue sustituido por el Lamborghini Murciélago.
A pesar de su desaparición, hasta el día de hoy, el Lamborghini Diablo es tomado por muchos como el buque insignia de la casa boloñesa, siendo reconocido casi al instante por su impactante diseño y sus particulares puertas con apertura en forma de "ala de mosca", las cuales fueron una marca registrada de Lamborghini durante mucho tiempo y que tuvieron su debut de la mano del Countach. Sus prestaciones deportivas solamente lo hacen comparable con modelos como el Ferrari F40 o el Porsche 959, aunque estos dos se presentaron cuatro años antes que el Diablo.

### Los orígenes del Diablo 1985
Cuando el Countach llegaba al final de su vida con el Quattrovalvole y la compra de Automobili Lamborghini S.p.A por la empresa estadounidense Chrysler en 1987, Gandini presentó un boceto de lo que sería el futuro Diablo a los de Chrysler, pero no les gustó mucho la idea así que la modificaron bastante, llamando como el nombre de "proyecto P132" con tres prototipos: P1, P2 y P3. El P1 es el Diablo que conocemos, de un color gris oscuro con una potencia que llegaba a casi 500 CV (493 HP; 368 kW) y llegaba a los 340 km/h (211 mph) en el Circuito de Nardò; el P2 es de color naranja y exactamente igual que el boceto presentado por Gandini y que curiosamente tendría un parecido con el Cizeta Moroder V16T de años más tarde; y el P3 de color gris claro para hacer pruebas de aerodinámica, resistencia etc.

## 1990-1993

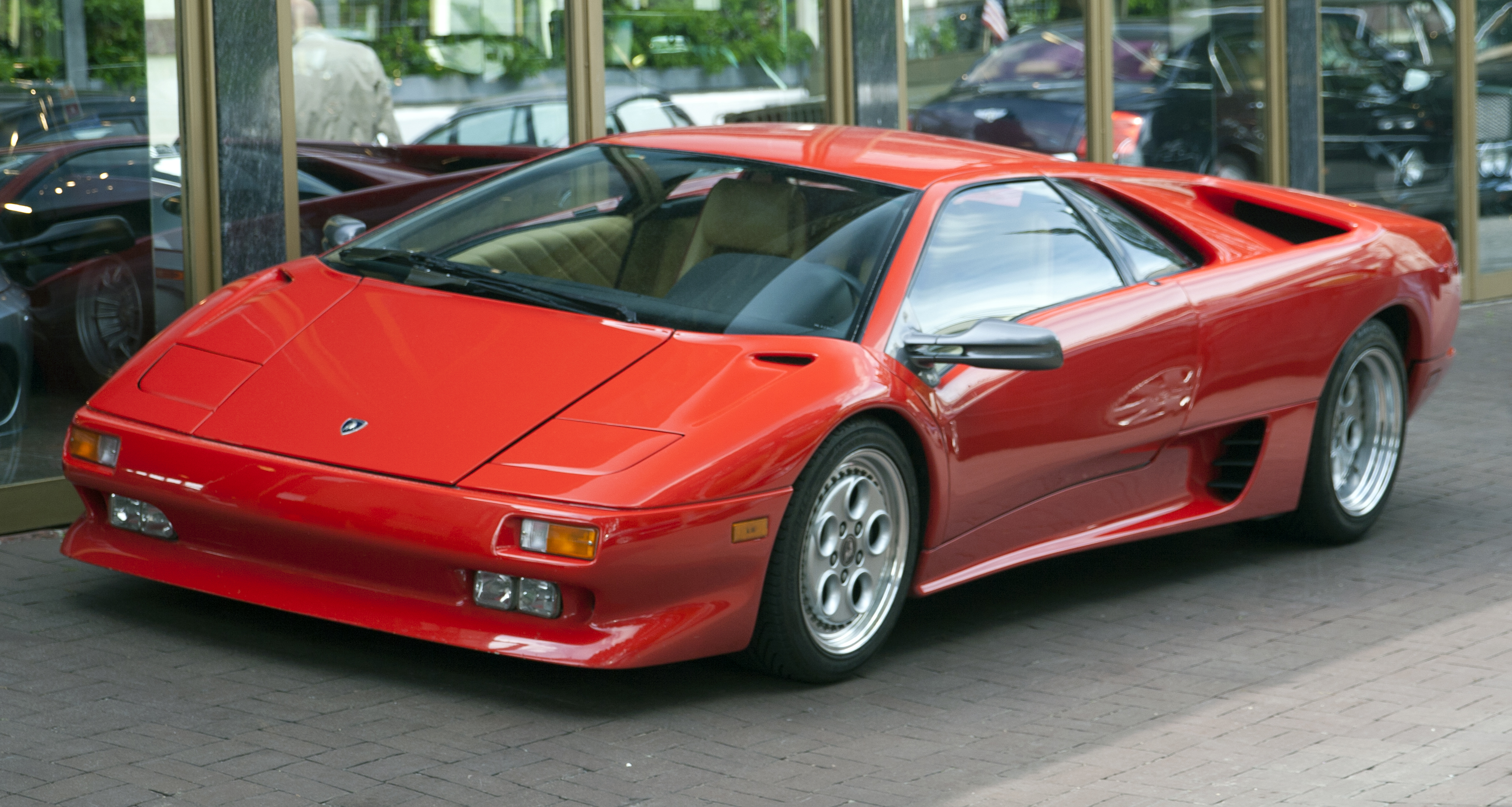
Lamborghini Diablo de 1990.

Lamborghini presentó el modelo Diablo en 1990 como reemplazo para el Countach, en el Salón del Automóvil de Ginebra e introduciéndolo a la venta ese mismo año con un precio base de 212.000 €. La energía del automóvil provenía de una versión de 5707 cm³ (5,7 litros) naturalmente aspirado con 48 válvulas del legendario Lamborghini V12, con doble (DOHC) árbol de levas e inyección multipunto de combustible controlada por ordenador, produciendo una potencia máxima de 492 CV (485 HP; 362 kW) y un par máximo de 59 kg·m (579 N·m; 427 lb·pie). Al igual que el modelo Countach, el modelo Diablo tenía tracción trasera.
En las pruebas, el Diablo desarrolló una potencia sorprendente. Aceleró de 0 a 100 km/h (62 mph) en tan sólo 4,09 segundos, alcanzando una velocidad máxima de 325 km/h (202 mph), la más alta registrada hasta entonces por un automóvil de serie, además de un muy buen comportamiento en las curvas. Debido a ser un coche de diseño netamente deportivo, no disponía ni de frenos ABS ni de ninguna otra asistencia electrónica de conducción.

## Diablo VT 1993-1998

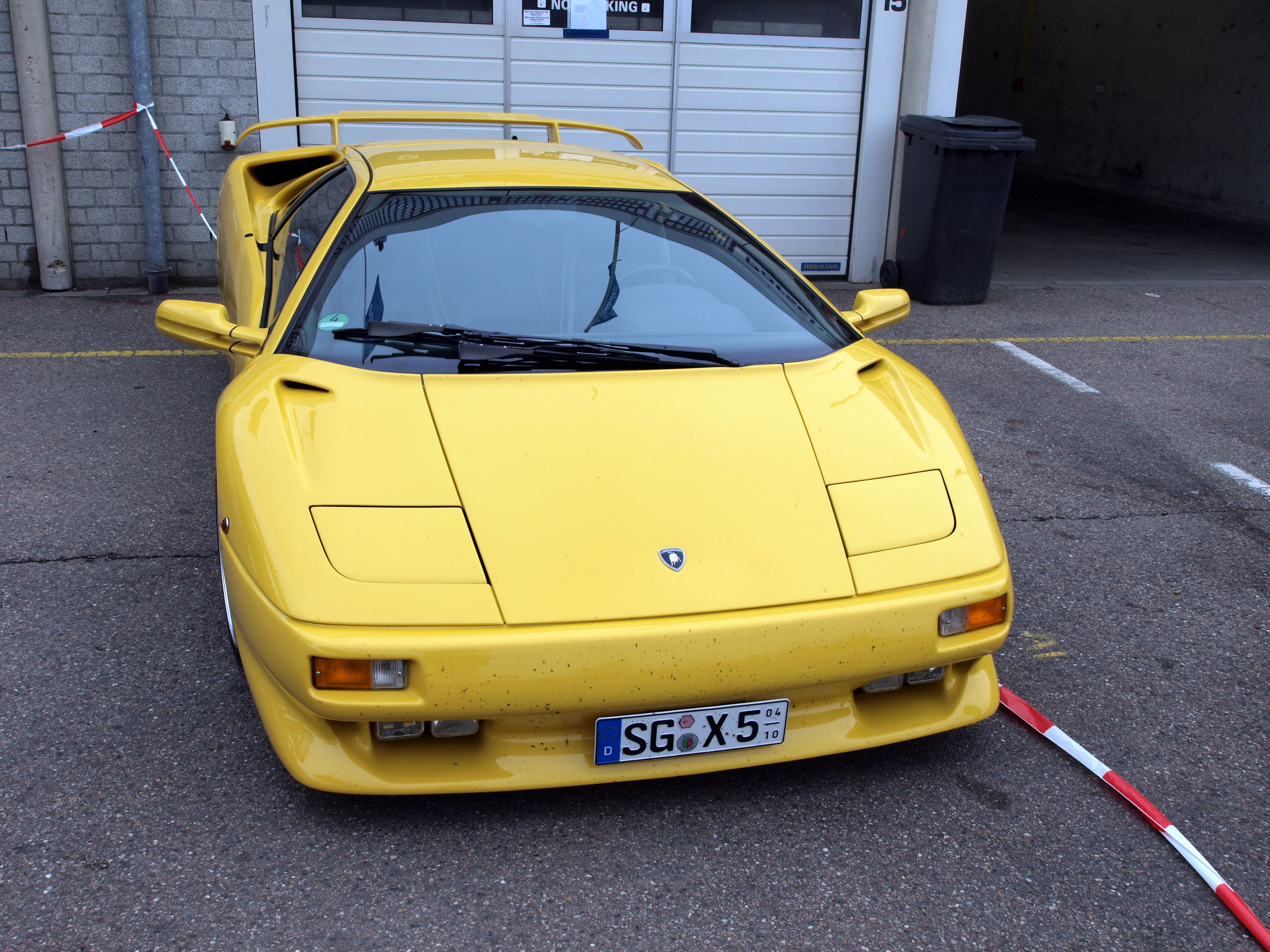
Versión VT de 1993.

Después de tres años de hacer ajustes de menor importancia en el Diablo estándar, Lamborghini decidía en el año 1993 comercializar una versión especializada del Lamborghini Diablo, intentando atraer nuevos clientes a esta famosa marca de automóviles.
Comenzando con la plataforma básica del coche, los ingenieros de Lamborghini le agregaron un sistema de tracción en las cuatro ruedas y le pusieron un sistema de gestión mejorada de potencia, con ruedas delanteras rediseñadas para trabajar mejor con este tipo de tracción, pinzas de freno marca Brembo de cuatro pistones, un diseño actualizado del tablero de instrumentos y un nuevo sistema automatizado de suspensión que ofrecía amortiguadores Koni de taraje agresivo.
El sistema de la suspensión se podía dejar en modo “automático” donde es controlado por una computadora, o el conductor podría escoger cuatro “modos separados” a través de botones en la cabina. A pesar de estas mejoras, seguía sin montar frenos ABS.
Las siglas VT quieren decir Viscous Traction, que en este caso se trata de un sistema de tracción en las cuatro ruedas, cuyo diferencial es una modificación del usado para el LM002, primer Lamborghini con tracción en las cuatro ruedas. Dicho sistema era capaz de enviar hasta 25% de par al frente para corregir o mejorar el paso por curva y arranque del coche.

### VT Roadster 1995-1999

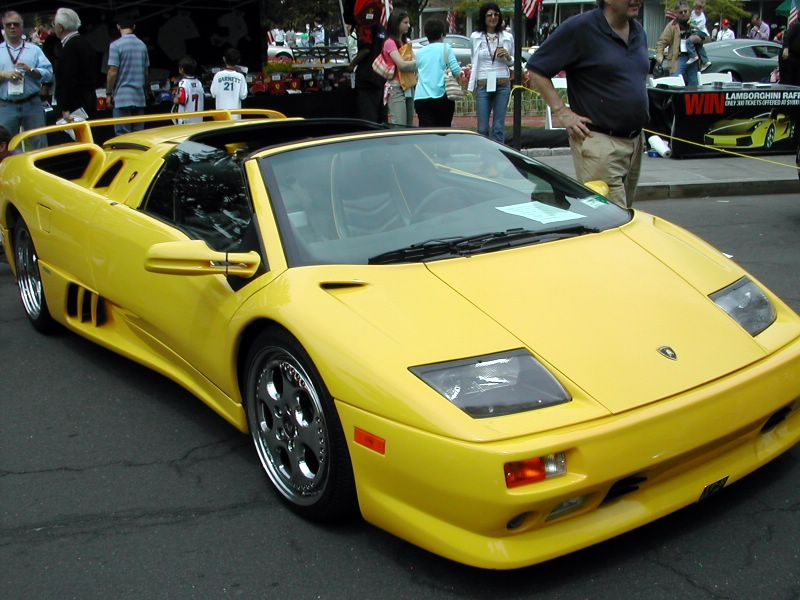
VT Roadster de 1999.

El prototipo se presentó en 1992 en el Salón de Ginebra, con un Diablo Roadster sin parabrisas y actualmente se encuentra en el Museo Lamborghini en Italia. La producción no llegó hasta 1995 con la primera versión con faros escamoteables. Los cambios que hicieron al VT Roadster es el cuero de los asientos pensado para resistir a la presencia de lluvia y la luz solar, cambios en las tomas de aire y el parachoques delantero para diferenciarse del estándar. Sin embargo, las prestaciones siguieron siendo las mismas hasta la segunda versión en 1999 con 530 CV (523 HP; 390 kW).
Este bólido extremadamente compacto que mide 1,11 m (43,7 plg) de altura descansa sobre unas ruedas de 17 pulgadas (43,2 cm), igual que una fiera lista para saltar sobre su presa. El oxígeno que necesita es aspirado por unos voluminosos conductos que parten de las impresionantes aberturas de ventilación situadas en los flancos de la carrocería.
Alimentado de este modo, el motor del Diablo hace pasar el coche en 4 segundos de 0 a 100 km/h (62 mph) y no deja de acelerar hasta haber llegado a 323 km/h (201 mph).
A fin de domar la potencia de la fiera, los constructores de Lamborghini han equipado este coche con una tracción integral bautizada Viscous Traction. De esta manera, un visco acoplador dirige el par hasta el máximo del 27% sobre las ruedas delanteras. Este reparto variable de potencia, así como la suspensión y la amortiguación reguladas electrónicamente, mantienen las ruedas en línea cuando la energía desplegada se desvíe de su trayectoria. Los frenos de disco ventilados están encargados de la desaceleración. Las ruedas disponen de suspensión independiente de triángulos dobles, y éstos están además estabilizados con una pata de fuerza transversal suplementaria.
Las puertas se abren hacia arriba y hacia adelante, permitiendo echar un vistazo sobre este habitáculo en el cual ocupa un lugar impresionante el túnel de transmisión entre los asientos.

## Edición 30 Aniversario 1994

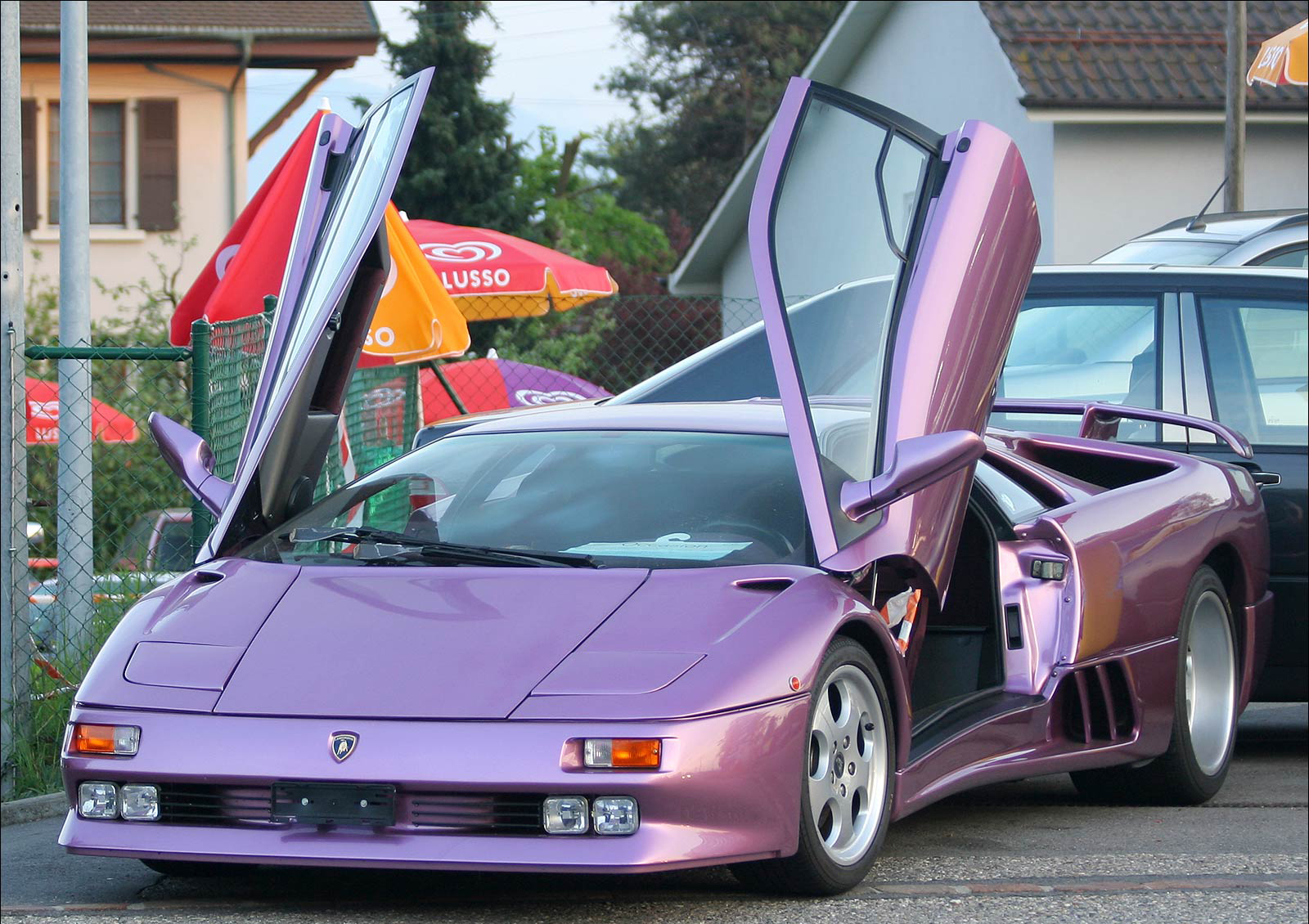
Lamborghini Diablo SE30 de 1994.

Solamente se produjeron 150 de esta edición especial como motivo del trigésimo aniversario de Lamborghini. Aumentado la potencia hasta los 530 CV (523 HP; 390 kW), mejorando la refrigeración del motor en sus tomas de aire, nuevas llantas de hasta 18 pulgadas (45,7 cm), alerón nuevo, discos perforados y de mayor diámetro.
Se prepararon 30 kit JOTA, con un kit estético y mecánico que rozaba la línea entre la homologación de calle y el uso de competición, pero solamente se hicieron 15, 3 de ellos fueron a Japón.
Tras instalar el kit, se mejora la ECU, el motor, nuevas tomas de aire en el techo que aparecerán también en el Diablo SV, por consiguiente, se convierte en el Diablo más potente de su historia con 604 CV (596 HP; 444 kW).
Se partió con las especificaciones del Diablo VT, claro que, con tracción trasera, ventanas de plexiglás y barras estabilizadoras de dureza regulable electrónicamente. El auto también sufrió una serie de retoques estéticos, incluyendo una nueva defensa delantera, ductos de ventilación laterales, insignias conmemorativas, interior más austero para bajar peso y llantas OZ. Algunos de estos cambios serían portados al Diablo SV.
Aprovechando el aniversario, Lamborghini dotó al Diablo SE30 con un motor mejorado, contemplando un sistema de inyección más poderoso, un escape menos restrictivo y una admisión de magnesio.

## Diablo SV 1996-1999

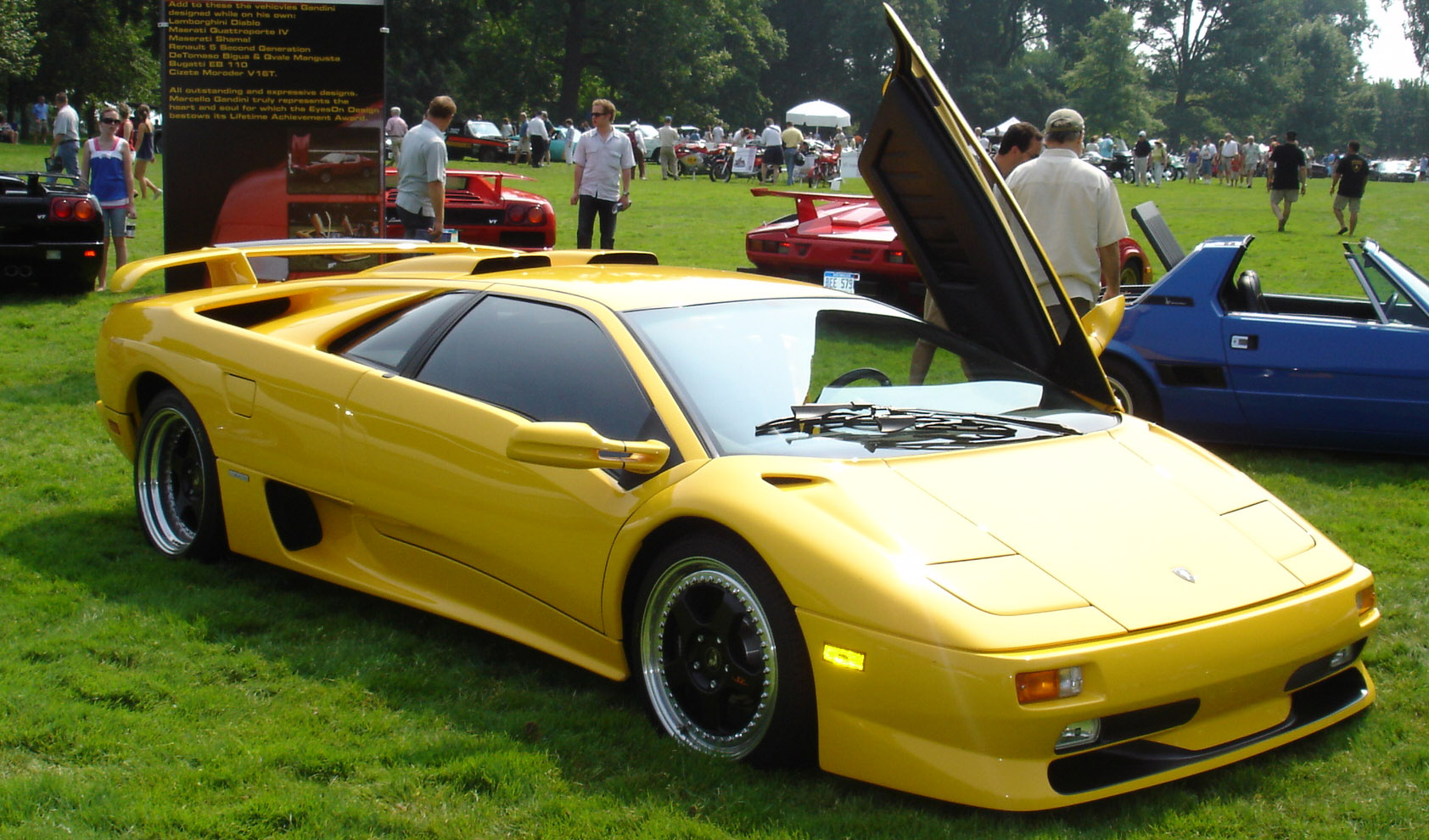
Versión SV coupé.

Con cambios significativos como nuevos faros antiniebla, tomas de aire en la parte de delante y aumento de la potencia del motor hasta 510 CV (503 HP; 375 kW) en la primera versión hasta 1998 con los faros escamoteables, alerón a juego con la pintura o con el vinilo (opcional, si el dueño lo deseaba) en los laterales del vehículo "SV".
A partir de 1998, se quitan los faros escamoteables y se ponen unos fijos por razones de seguridad en todos los Diablo en adelante. En las últimas versiones del SV, se aumenta la potencia a 530 CV (523 HP; 390 kW) tanto con los faros fijos como los escamoteables.
Hoy vemos que las versiones SV del Aventador marcan un incremento significativo del precio y un desempeño más alto, pero con la primera aparición de los Diablo Super Veloce en 1995, la historia era ligeramente distinta, pues el SV aparecía como el modelo de entrada al Diablo con un precio ligeramente menor, pero con mejoras al motor y frenos, rines más grandes y detalles exteriores como el alerón ajustable y algunos toques de color negro para rines y contorno de calaveras. Su primera aparición tuvo lugar de 1995 a 1998, con un interior rediseñado y finalmente se le instalaron frenos ABS.

## Diablo GT 1999-2000

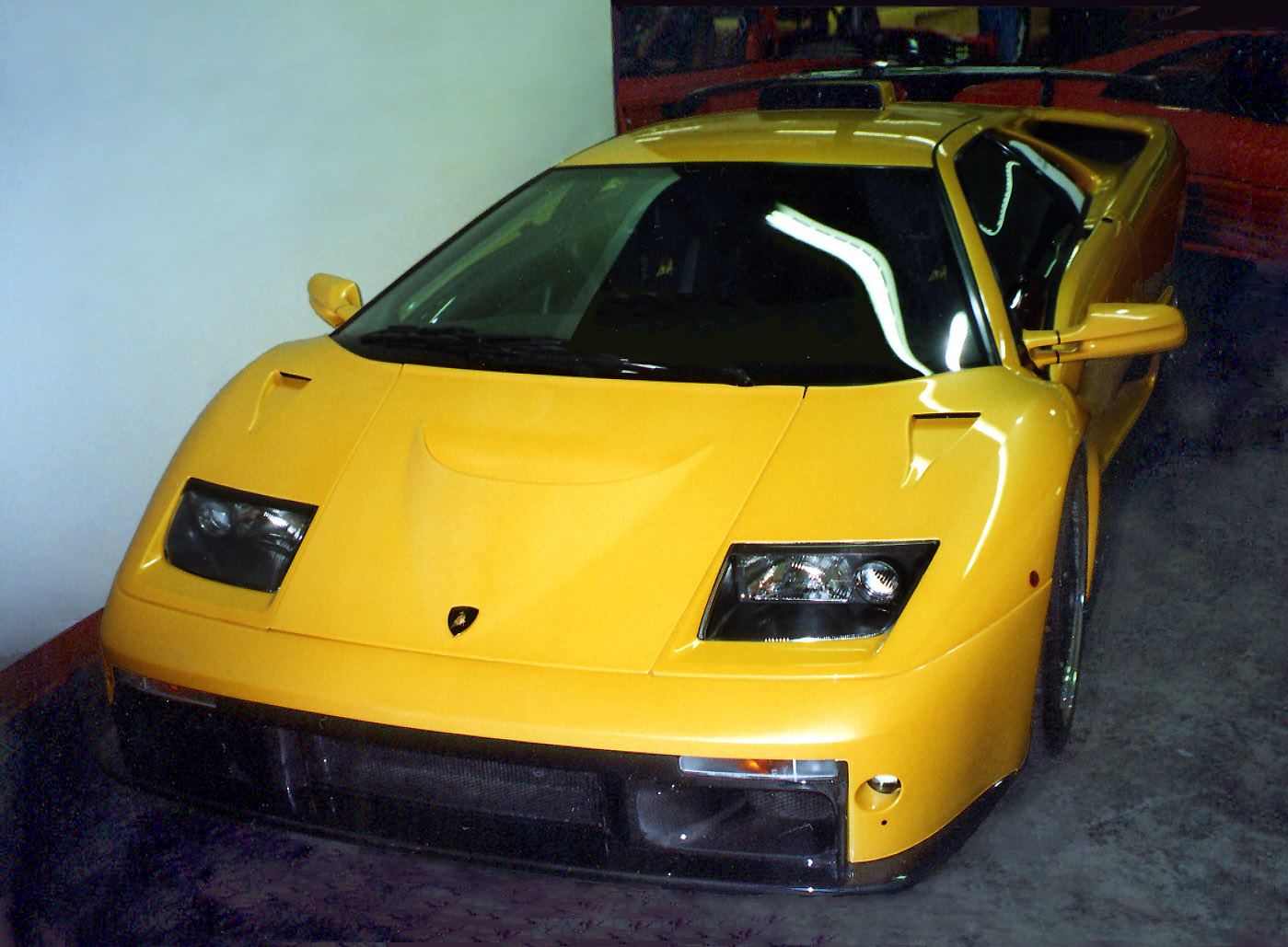
Diablo GT de 2000.

En 1998, Chrysler vende Lamborghini al Grupo Volkswagen bajo el mandato de Audi. Lamborghini fabrica la versión Diablo GT (Gran Turismo), el cual desarrollaba una potencia de 575 CV (567 HP; 423 kW) a las 7100 rpm con motor de 6 litros que podía alcanzar los 340 km/h (211 mph). Solamente se produjeron 80 para Europa y algunos Diablo GT se transportaron a Estados Unidos con modificaciones para cumplir los requisitos que exigían para circular por suelo estadounidense.
Si el Diablo SV ya se mostraba como una versión más "hardcore" de este auto, el GT, tomaba las cosas con mayor seriedad y añadía más poder al motor, un interior menos completo para ahorrar peso, un kit de carrocería que mejoraba aerodinámica y refrigeración y frenos más grandes.

## VT 6.0 2000-2001

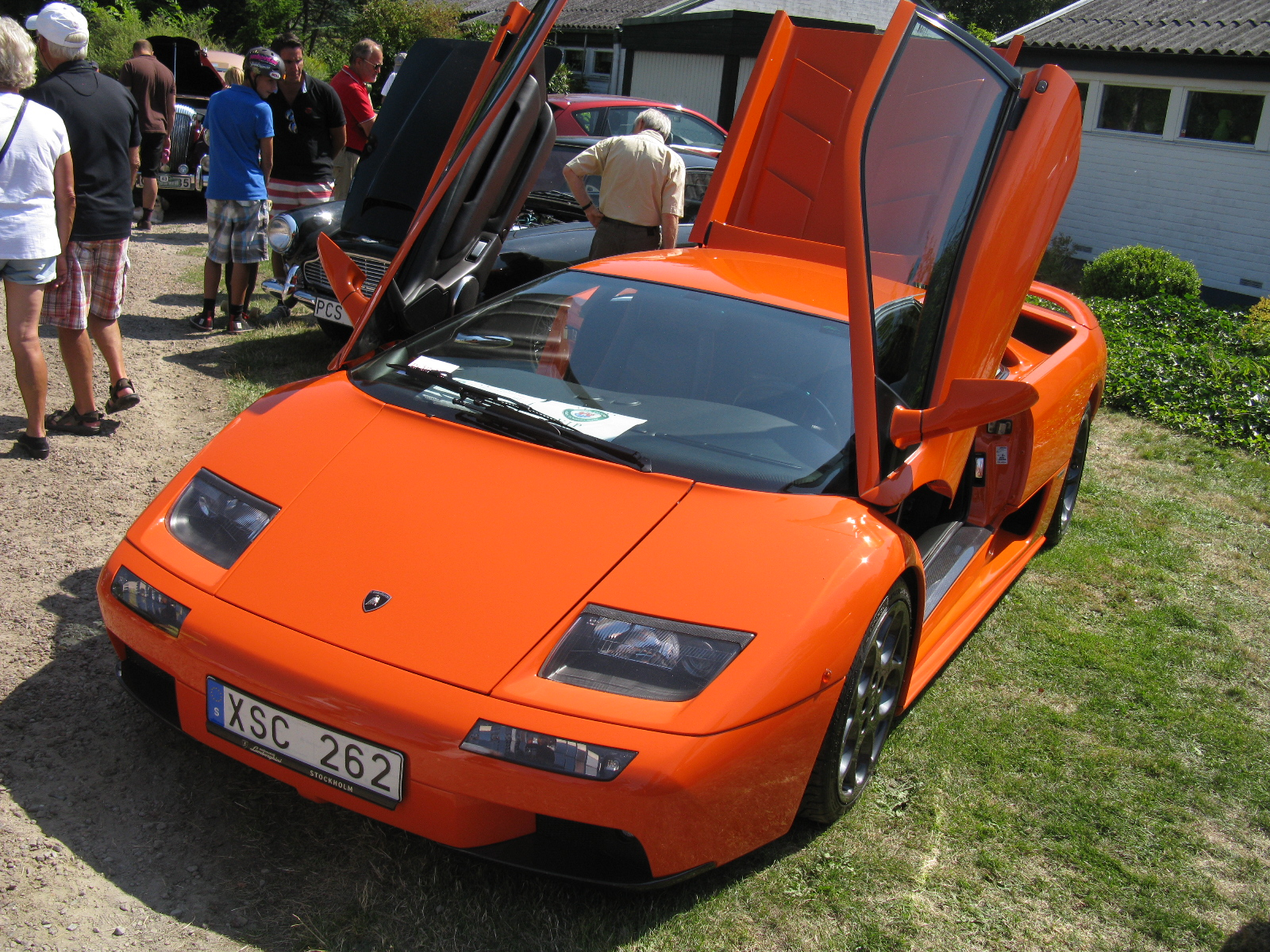
VT 6.0 de 2001.

Cuando Audi tuvo el control de la empresa, metió mano a fondo en el que sería el último modelo Diablo, mejorándolo en todas partes, como: nuevo parachoques delantero, con tomas de aire del adelantado Lamborghini Murciélago, nuevo salpicadero, sistema de sonido por Alpine, nuevas cotas de comodidad, etc. La potencia se disminuyó a 550 CV (542 HP; 405 kW) pudiendo sobrepasar los 330 km/h (205 mph) por la mejora del ECU y del aumento de 5707 a 5992 cm³ (5,7 a 6 litros).
Es una considerable evolución del Diablo, aunque empleando gran parte de los elementos de los anteriores Diablo VT y Diablo GT, incluido el aumento de cilindrada, aunque con algo menos de potencia.
Lamborghini ensambló 42 ejemplares, aunque algunas fuentes aseguran que fueron 40 unidades. Solamente estaban disponibles en carrocería coupé y teóricamente en versión VT (tracción total), ya que el cliente podía solicitar en fábrica que su ejemplar contara con tracción trasera.
Todos ellos fueron fabricados en dos opciones de color: Oro Elios y el tono Marrone Eklipsis, que además cuenta con interior en piel marrón combinada con elementos en acabado titanio. Uno de los detalles que podemos encontrar de su herencia alemana, es el sistema de navegación proporcionado por Audi.

## Especificaciones
| Modelos                 | Cilindrada            | Diámetro x carrera           | Potencia máxima                    | Par máximo                                 | Tracción       | Peso              | Distribución de peso (del./tras.) |
| ----------------------- | --------------------- | ---------------------------- | ---------------------------------- | ------------------------------------------ | -------------- | ----------------- | --------------------------------- |
| Diablo                  | 5707 cm³ (5,7 litros) | 87 x 80 mm (3,43 x 3,15 plg) | 492 CV (485 HP; 362 kW) @ 7000 rpm | 59 kg·m (579 N·m; 427 lb·pie) @ 5200 rpm   | Trasera        | 1576 kg (3474 lb) | 41%/59%                           |
| Diablo VT               | 5707 cm³ (5,7 litros) | 87 x 80 mm (3,43 x 3,15 plg) | 492 CV (485 HP; 362 kW) @ 7000 rpm | 59 kg·m (579 N·m; 427 lb·pie) @ 5200 rpm   | Trasera        | 1625 kg (3583 lb) | 43%/57%                           |
| Diablo SE30             | 5707 cm³ (5,7 litros) | 87 x 80 mm (3,43 x 3,15 plg) | 525 CV (518 HP; 386 kW) @ 7000 rpm | 59 kg·m (579 N·m; 427 lb·pie) @ 5200 rpm   | Trasera        | 1451 kg (3199 lb) | 41%/59%                           |
| Diablo SV               | 5707 cm³ (5,7 litros) | 87 x 80 mm (3,43 x 3,15 plg) | 510 CV (503 HP; 375 kW) @ 7000 rpm | 59 kg·m (579 N·m; 427 lb·pie) @ 5200 rpm   | Trasera        | 1576 kg (3474 lb) | 41%/59%                           |
| Diablo VT Roadster      | 5707 cm³ (5,7 litros) | 87 x 80 mm (3,43 x 3,15 plg) | 492 CV (485 HP; 362 kW) @ 7000 rpm | 59 kg·m (579 N·m; 427 lb·pie) @ 5200 rpm   | Total integral | 1625 kg (3583 lb) | 47%/53%                           |
| Diablo VT 1999          | 5707 cm³ (5,7 litros) | 87 x 80 mm (3,43 x 3,15 plg) | 530 CV (523 HP; 390 kW) @ 7100 rpm | 61,7 kg·m (605 N·m; 446 lb·pie) @ 5500 rpm | Total integral | 1625 kg (3583 lb) | 43%/57%                           |
| Diablo SV 1999          | 5707 cm³ (5,7 litros) | 87 x 80 mm (3,43 x 3,15 plg) | 530 CV (523 HP; 390 kW) @ 7100 rpm | 61,7 kg·m (605 N·m; 446 lb·pie) @ 5500 rpm | Total integral | 1530 kg (3373 lb) | 41%/59%                           |
| Diablo VT Roadster 1999 | 5707 cm³ (5,7 litros) | 87 x 80 mm (3,43 x 3,15 plg) | 530 CV (523 HP; 390 kW) @ 7100 rpm | 61,7 kg·m (605 N·m; 446 lb·pie) @ 5500 rpm | Total integral | 1625 kg (3583 lb) | 43%/57%                           |
| Diablo GT               | 5992 cm³ (6 litros)   | 87 x 84 mm (3,43 x 3,31 plg) | 575 CV (567 HP; 423 kW) @ 7300 rpm | 64,2 kg·m (630 N·m; 464 lb·pie) @ 5200 rpm | Trasera        | 1460 kg (3219 lb) | 40%/60%                           |
| Diablo VT 6.0           | 5992 cm³ (6 litros)   | 87 x 84 mm (3,43 x 3,31 plg) | 550 CV (542 HP; 405 kW) @ 7100 rpm | 63,2 kg·m (620 N·m; 457 lb·pie) @ 5500 rpm | Total integral | 1652 kg (3642 lb) | 41%/59%                           |

## Popularidad
Desde su nacimiento en 1990, el Lamborghini Diablo ha sabido ganarse su lugar dentro del mundo automotor y dentro del grupo de los automóviles deportivos. A pesar de haber nacido con varias características mejoradas con respecto a su antecesor el Countach, el Diablo consiguió instalarse en la memoria de sus fanáticos debido a su imponente diseño y a sus escalofriantes prestaciones, las cuales se acercaban e inclusive superaban a las de los dos últimos deportivos de la época: el Ferrari F40 y el Porsche 959. A esto, se le puede sumar el sistema de apertura de sus puertas, conocido como puertas de tijera, las cuales pasaron a ser característica principal de los superdeportivos de la marca boloñesa. Al mismo tiempo y por todos los atributos anteriormente mencionados, el Diablo es considerado por muchos como el buque insignia de Lamborghini, aún después de haber desaparecido en 2002, dando paso al Murciélago. Es por ello que al realizarse comparaciones entre Lamborghini y sus dos eternos rivales Ferrari y Porsche, es común citar como representantes de cada marca al Diablo, al Ferrari F40 y al Porsche 911, los tres modelos considerados insignia de cada marca.

### Apariciones en multimedia
La versión SV ha aparecido en varias series de videojuegos de carreras, tales como: Need for Speed, Forza, entre otras.